# Володимирівська сільська рада (Білгород-Дністровський район)
Володи́мирівська сільська́ ра́да — колишня адміністративно-територіальна одиниця та орган місцевого самоврядування в Білгород-Дністровському районі Одеської області. Адміністративний центр — село Володимирівка.

## Загальні відомості
Володимирівська сільська рада утворена в 1965 році.
- Територія ради: 47,365 км²
- Населення ради: 1 318 осіб (станом на 2001 рік)

## Населені пункти
Сільській раді були підпорядковані населені пункти:
- с. Володимирівка
- с. Дальнічень
- с. Чистоводне

## Населення
Згідно з переписом 1989 року населення сільської ради становило 1309 осіб, з яких 595 чоловіків та 714 жінок.
За переписом населення 2001 року в сільській раді мешкало 1318 осіб.

### Мова
Розподіл населення за рідною мовою за даними перепису 2001 року:
| Мова       | Відсоток |
| ---------- | -------- |
| українська | 93,63 %  |
| молдовська | 3,72 %   |
| російська  | 2,2 %    |
| болгарська | 0,23 %   |
| білоруська | 0,08 %   |
| вірменська | 0,08 %   |
| гагаузька  | 0,08 %   |

## Склад ради
Рада складалася з 16 депутатів та голови.
- Голова ради:
- Секретар ради: Козян Надія Іванівна

### Керівний склад попередніх скликань
| Прізвище, ім'я, по батькові | Основні відомості                                    | Дата обрання | Дата звільнення |
| --------------------------- | ---------------------------------------------------- | ------------ | --------------- |
| Копил Ольга Петрівна        | Сільський голова, 1956 року народження, позапартійна | 26.03.2006   | 31.10.2010      |

Примітка: таблиця складена за даними сайту Верховної Ради України

### Депутати
За результатами місцевих виборів 2010 року депутатами ради стали:

#### За суб'єктами висування
| Суб'єкт висування                 | Кількість обраних депутатів | %    |
| --------------------------------- | --------------------------- | ---- |
| Партія регіонів                   | 14                          | 87,5 |
| Політична партія «Сильна Україна» | 1                           | 6,3  |
| Самовисування                     | 1                           | 6,3  |

#### За округами
| № округу                          | Прізвище, ім'я, по батькові    | Дата визнання обраним | Освіта             | Партійна приналежність                  | Відомості про обраного депутата                              |
| --------------------------------- | ------------------------------ | --------------------- | ------------------ | --------------------------------------- | ------------------------------------------------------------ |
| Партія регіонів                   |                                |                       |                    |                                         |                                                              |
| 1                                 | Холостенко Наталя Омелянівна   | 04.11.2010            | середня спеціальна | член Партії регіонів                    | тимчасово не працює                                          |
| 2                                 | Крецу Галина Миколаївна        | 04.11.2010            | середня спеціальна | член Партії регіонів                    | будинок культури с. Андріївка, завідувачка                   |
| 4                                 | Козян Надія Іванівна           | 04.11.2010            | середня            | член Партії регіонів                    | Володимирівська сільська рада, секретар                      |
| 5                                 | Осматеско Оксана Павлівна      | 04.11.2010            | середня            | член Партії регіонів                    | дошкільний навчальний заклад, помічник вихователя            |
| 6                                 | Козаченко Ольга Миколаївна     | 04.11.2010            | середня спеціальна | член Партії регіонів                    | Володимирівська сільська рада, спеціаліст                    |
| 7                                 | Кожухар Олександр Іванович     | 04.11.2010            | середня спеціальна | член Партії регіонів                    | тимчасово не працює                                          |
| 8                                 | Гришкова Галина Никифорівна    | 04.11.2010            | середня спеціальна | член Партії регіонів                    | тимчасово не працює                                          |
| 9                                 | Кожухар Наталя Сергіївна       | 04.11.2010            | середня спеціальна | член Партії регіонів                    | Чистоводненська загальноосвітня школа І-ІІ ст., бібліотекар  |
| 10                                | Василенко Тетяна Андріївна     | 04.11.2010            | середня спеціальна | член Партії регіонів                    | дошкільний навчальний заклад, праля                          |
| 11                                | Козаченко Олександр Трифонович | 04.11.2010            | середня спеціальна | член Партії регіонів                    | фельдшерсько-акушерський пункт, охоронець                    |
| 12                                | Долганенко Рита Степанівна     | 04.11.2010            | середня спеціальна | член Партії регіонів                    | Чистоводненська загальноосвітня школа І-ІІ ст., техпрацівник |
| 14                                | Карагузова Наталя Олексіївна   | 04.11.2010            | середня спеціальна | член Партії регіонів                    | будинок культури, завідувачка                                |
| 15                                | Антонова Антоніна Анатоліївна  | 04.11.2010            | середня спеціальна | позапартійна                            | тимчасово не працює                                          |
| 16                                | Грищук Марія Василівна         | 04.11.2010            | середня спеціальна | член Партії регіонів                    | фельдшерсько-акушерський пункт, охоронець                    |
| Політична партія «Сильна Україна» |                                |                       |                    |                                         |                                                              |
| 13                                | Банар Віталій Іванович         | 04.11.2010            | середня спеціальна | член Політичної партії «Сильна Україна» | пенсіонер                                                    |
| Самовисування                     |                                |                       |                    |                                         |                                                              |
| 3                                 | Нікулеско Юлія Семенівна       | 04.11.2010            | середня спеціальна | позапартійна                            | Володимирівська сільська рада, бухгалтер                     |